# Septembre 1814

## Événements

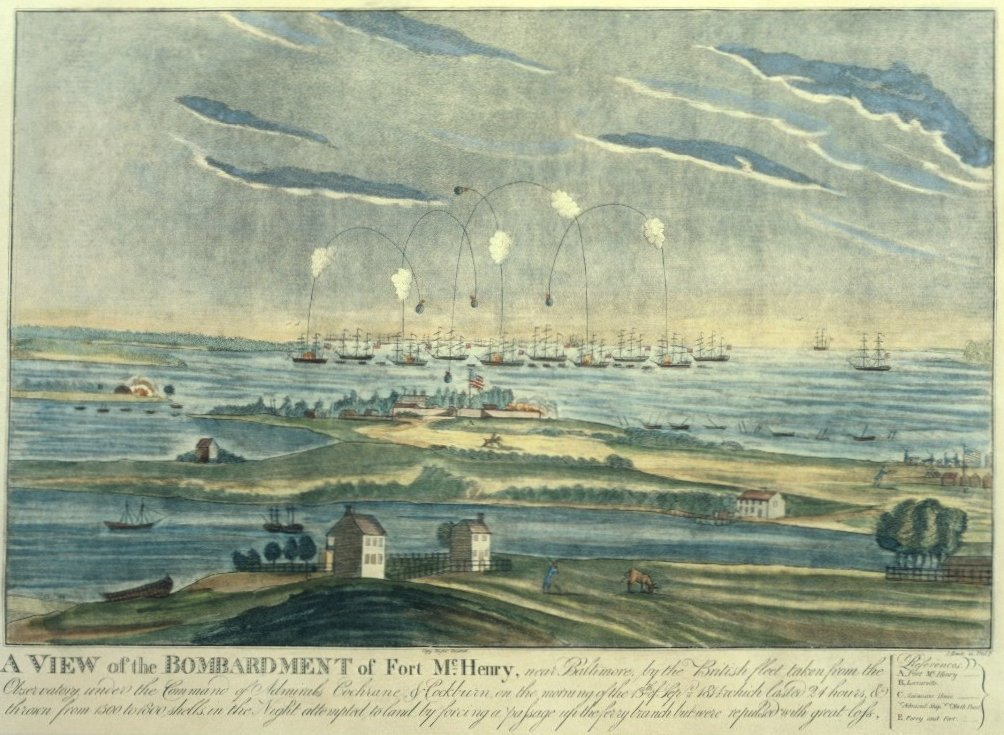
12-15 septembre : bataille de Baltimore

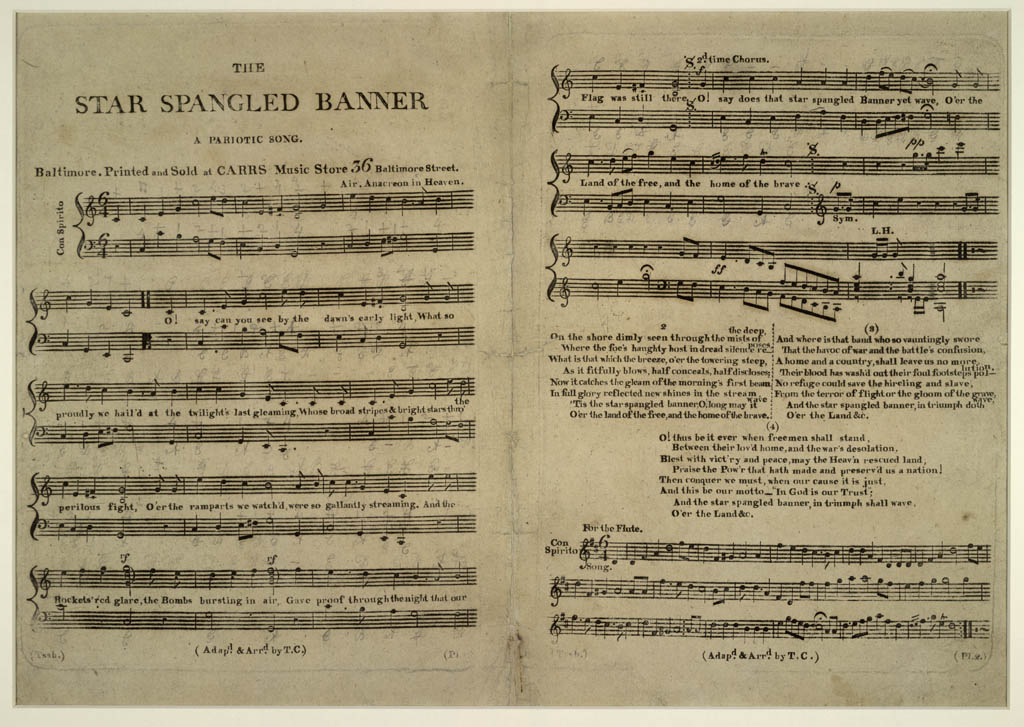
12-15 septembre : "La Bannière étoilée", écrit par Francis Scott Key, est inspiré par la bataille de Baltimore

- 1er septembre, Guerre de 1812, États-Unis : la corvette américaine USS Wasp coule le croiseur britannique HMS Avon dans La Manche[1].

- 3 septembre :
  - Vote d'une loi sur la conscription générale et obligatoire en Prusse[2].
  - Guerre de 1812 : attaque victorieuse des Britanniques sur Hampden, situé à côté de Bangor (Maine).

- 6 - 11 septembre, Guerre de 1812, frontière St. Lawrence-Lac Champlain : victoire des Américains sur les Britanniques sur le lac Champlain.

- 12 septembre, Guerre de 1812, campagne de Chesapeake : à Fort Howard (Maryland), (25 kilomètres de Baltimore, au sud), quatre mille Britanniques sont retardés sur leur avance vers Baltimore par les Américains.

- 12 - 15 septembre, Guerre de 1812, campagne de Chesapeake : victoire américaine décisive qui repousse l'attaque combinée (mer et terre) britannique à la bataille de Baltimore. L’hymne national américain, "La Bannière étoilée", écrit par Francis Scott Key, est inspiré par cette bataille.

- 14 - 16 septembre, Guerre de 1812, au sud : défaite d'une force combinée espagnole et britannique sur Fort Bowyer, fort américain érigé dans l'embouchure du fleuve Mobile (fleuve).

- 15 septembre, Tunis : à la mort d’Hammouda Pacha, son frère Osman Bey ne règne que trois mois. Son cousin germain Mahmoud Bey prend alors le pouvoir et le titre de bey de Tunis le 20 décembre (fin en 1824)[3].

- 23 septembre, France : Talleyrand et la délégation française arrivent à Vienne[4].

- 26 septembre (14 septembre du calendrier julien) : création de la Philiki Etairia à Odessa[5]. Cette société secrète grecque se donne pour mission de fomenter une insurrection des peuples chrétiens de la péninsule balkanique contre les Ottomans qui conduirait à l’indépendance de la Grèce. Son chef Alexandre Ypsilántis est le fils du hospodar de Valachie Constantin et elle compte de nombreux membres parmi les boyards phanariotes des principautés danubiennes.

## Naissances
- 2 septembre : Ernst Curtius (mort en 1896), archéologue et historien classique allemand.
- 3 septembre : James Joseph Sylvester (mort en 1897), mathématicien britannique.
- 8 septembre : Charles Étienne Brasseur de Bourbourg (mort en 1874), missionnaire français, pionnier de l’archéologie et de l’histoire précolombienne.
- 27 septembre : Daniel Kirkwood (mort en 1895), astronome américain.

## Décès
- 2 septembre : Jean-Emmanuel Gilibert (né en 1741), homme politique et botaniste français.
- 8 septembre : Philibert Chabert (né en 1737), vétérinaire français.